# San Sebastián de los Reyes (Venezuela)
San Sebastián é uma cidade venezuelana, capital do município de San Sebastián.